# Trichotheliaceae
Trichotheliaceae es una familia de hongos liquenizados del orden Gyalectales. La familia fue circunscripta por  Friedrich von Schilling y Friedrich August Georg Bitter en 1927.
Análisis filogenéticos moleculares realizados en el 2018 indican que Trichotheliaceae es parte de un clado monofilético que contiene las familias Coenogoniaceae, Gyalectaceae, Phlyctidaceae, y Sagiolechiaceae.

## Géneros
Un relevamiento de clasificación de hongos realizado en el 2020, indica que Trichotheliaceae contiene siete géneros y unas 365 especies. La siguiente lista indica el nombre del género, la autoridad taxonómica, el año de publicación, y el número de especies:
- Clathroporina Müll.Arg (1882) – ca. 25
- Flabelloporina Sobreira, M.Cáceres & Lücking (2018) – 1 sp.[4]
- Myeloconis P.M.McCarthy & Elix (1996) – 4 spp.
- Porina Müll.Arg. (1883) – ca. 145 spp.
- Pseudosagedia (Müll.Arg.) Choisy (1949) – 80 spp.
- Segestria Fr. (70) (1825) – 70 spp.
- Trichothelium Müll.Arg. (1885) – 40 spp.